# هارولد أبوت
هارولد أبوت (بالإنجليزية: Harold Abbott)‏ هو رسام أسترالي، ولد في 14 يونيو 1906، وتوفي في 8 يونيو 1986.